# 901
901 (CMI) var ett normalår som började en torsdag i den julianska kalendern.

## Händelser

### Okänt datum
- En spelplan för ett mesoamerikanskt bollspel uppförs vid Uxmal.
- Den engelska staden Shrewsbury omnämns i skrift för första gången.

## Födda
- Caoshan Benji, kinesisk mästare i Chan[förtydliga], en av grundarna av skolan Caodong.

## Avlidna
- 18 februari – Thābit ibn Qurra, arabisk astronom och matematiker.
- 8 juli – Sankt Grimbald, munk som levde enligt benediktinregeln.
- 10 november - Adelaide av Paris, drottning av Västra Franken.